# Loomio
Loomio je rozhodovací software jehož cílem je pomoci skupinám s rozhodováním založeným na spolupráci. Jedná se o svobodnou webovou aplikaci. Uživatelé diskutují a předkládají návrhy. S postupující diskusí uživatelé získávají zpětnou vazbu pomoci aktuálních koláčových grafech jednotlivých návrhů.
V roce 2014 získala platforma přes 100 000 dolarů pomocí crowdfundingu, na vývoj verze 1.0, s podporou pro mobilní telefony a dalšími vylepšeními.
Službu provozuje tým hlavních vývojářů z Wellingtonu na Novém Zélandu. Součást projektu jsou přispěvatelé z celého světa.

## Historie
Loomio vzniklo z hnutí Occupy, s prvním prototypem v roce 2012. Loomio používalo ve svém prostředí signály hnutí Occupy ale upustilo od nich. Poté co se vyvinulo do sociálního podniku, bylo Loomio spojeno s obecnějším trendem "kooperačních platforem".

## Struktura

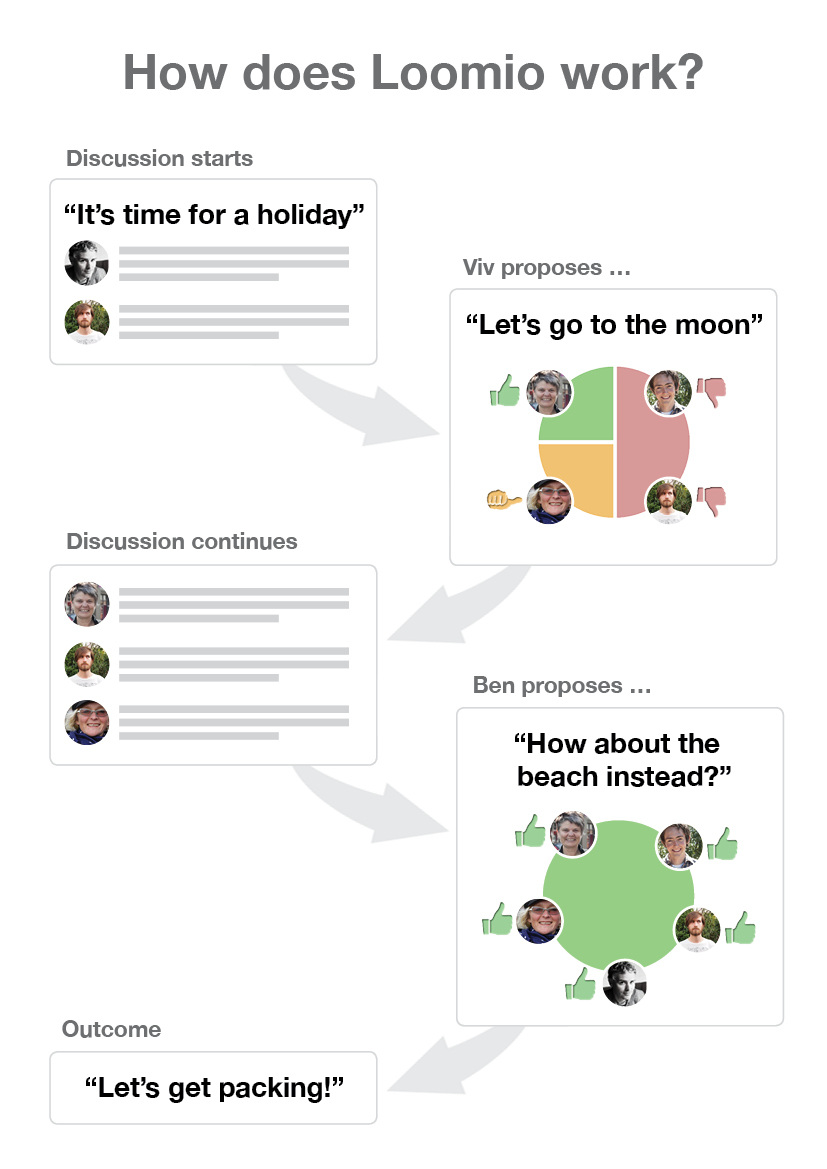
Diagram znázorňující jak Loomio funguje

Nejvyšší organizační jednotkou komunit na Loomio jsou Skupiny. Skupina je tvořena členy, kteří získají její povolení. Skupiny mohou být veřejné i soukromé, to umožňuje soukromý nebo otevřenost na místech kde je to vhodné.
Ve skupinách, mohou členové vytvářet diskuse o konkrétních tématech. Během diskuse, mohou členové skupiny komentovat a přidávat návrhy.
Konkrétní návrhy jsou členy hodnoceni pomocí 4 možných postojů. Hlasující mohou souhlasit, nesouhlasit, zdržet se nebo návrh blokovat. Blokování je základní a výrazná forma nesouhlasu.

## Financování
Loomio je financováno pomocí vládních a firemních zakázek, a také aktivně sbírá dary od uživatelů.

## Reakce
Loomio používá Wellington City Council pro diskusi s občany.
Řecká Pirate Party of Hellas používá Loomio se 461 skupinami, pokrývajícími agendu 18 federálních ministerstev, 13 krajů, 23 prefektur a stovek okresů a obcí. Loomio použila také Internet Party of New Zealand pro rozvoj politik během kampaně k všeobecných voleb v roce 2014.
Loomio získalo cenu MIX Prize Digital Freedom Challenge v dubnu 2014.

## Projekty používající Loomio
Jmenovitě projekty, které používají Loomio pro kolaborativní dílo založené na demokratickém procesu:
- Students for Cooperation[17]
- Podemos[18]
- Diaspora*[19]
- Real democracy[20]